# Stazione di Ambrì-Piotta
La stazione di Ambrì-Piotta è una stazione ferroviaria posta sulla linea del Gottardo, in Svizzera. Serve i centri abitati di Ambrì e di Piotta, frazioni del comune di Quinto.
La stazione venne chiusa nel maggio 1995, per riaprire nell'autunno 2009 con corse straordinarie dei treni TiLo effettuate su impulso dell'Hockey Club Ambrì-Piotta; riaprì all'esercizio regolare con il cambio d'orario del 12 dicembre 2010.